# Gestion stratégique de l'information
La gestion stratégique de l'information (GSI ou information management en anglais) est une approche ou une philosophie dans la façon d'acquérir, de colliger, d'organiser, de conserver, de protéger et de communiquer l'information, que ce soit sous forme de documents divers ou d’informations tacites, dans les organisations, notamment les entreprises. 

## Description
Il s'agit essentiellement d'orienter et de penser ses activités d'acquisition, d'organisation et de redistribution de l'information de sorte qu'elles permettent à une organisation d’être le plus efficace possible en fonction de ses objectifs stratégiques. 
Les technologies de l’information agissent comme un outil important dans la gestion stratégique de l’information, mais le concept ne s’y arrête pas. Il s’agit d’une « (...) approche convergente et holistique de la gestion, du transfert et de l'utilisation de l'information consignée et des connaissances dans une organisation ou une société ». La gestion stratégique d'information s'inscrit dans une perspective appelée écologie de l'information par Choo (1995) et Davenport (1997).
Les professionnels de l’information sont généralement ceux qui s’occupent de la gestion de l’information dans une organisation. En plus de leurs fonctions traditionnelles (acquérir, organiser, redistribuer), on attribue aux activités liées à la gestion stratégique de l’information les activités de veille concurrentielle, de diffusion sélective de l'information et de gestion des connaissances. En somme, le professionnel de la gestion stratégique de l’information trouve des moyens d'améliorer la façon d'utiliser l'information dans l'entreprise, de manière à augmenter sa compétitivité. Un manque de ressource dans la gestion de l’information ou une mauvaise gestion de celle-ci peut avoir plusieurs impacts négatifs sur une organisation tel que la réinvention de la roue, l’accès difficile à de l’information existante, une surcharge ou un appauvrissement de l’information, etc.  

## Modèles et chercheurs
Marchand et Horton analysent l’évolution historique de la gestion stratégique de l’information. Ils en ressortent cinq étapes, qui, lorsque combiner, permettent de développer une gestion stratégique de l’information. Les étapes en ordre d’apparition sont la gestion des archives et de la documentation, la gestion des technologies de l’information, la gestion des ressources d’information, la gestion de la veille stratégique et finalement la gestion stratégique de l’information comme telle. En combinant ces cinq étapes, une organisation parviendrait à une performance optimale selon le modèle de ces chercheurs. Ceux-ci recommandent également de construire le modèle de gestion stratégique de l’information en accord avec les objectifs de l’entreprise (ou directement identifiée dans ceux-ci) afin d’éviter toute incohérence entre les deux et d’assurer une prise en charge sérieuse de la gestion de l’information.
Davenport et Prusak voient la gestion stratégique de l’information dans une perspective macro, tel un écosystème qui doit être compris dans son ensemble. Ils s’inspirent d’ailleurs de cette métaphore pour leur modèle de l’écologie informationnelle qui place l’individu et ses comportements informationnels au centre (environnement informationnel) de l’environnement organisationnel et de l’environnement externe. Comme un écosystème, cette gestion de l’écologie informationnelle se doit d’être flexible et prête à changer en fonction d’une organisation et de son contexte d’évolution.  Les chercheurs reconnaissent une difficulté à ce modèle; celle de devoir assurer la direction de plusieurs éléments à la fois, ce qui peut représenter un défi de gestion.
Le modèle de gestion des connaissances de Nonaka et Takeuchi identifie quatre étapes dans ce qui consiste à une évolution cyclique : la socialisation, l’externalisation, la combinaison et l’intégration (S.E.C.I.). Les deux premières étapes permettent d’exploiter les connaissances tacites pour en faire des connaissances explicites. Les étapes trois et quatre présentent comment ces nouvelles connaissances explicites stimulent à leur tour de nouvelles connaissances tacites. À l’instar de Marchand et Horton, Nonaka et Takeuchi mentionnent l’importance que la gestion de l’information soit promue dans les intentions même de l’organisation. Cela a pour but de donner une vision de la culture informationnelle de l’organisation et de son environnement à ses membres afin que tous comprennent bien le genre d’information que l’organisation cherche à produire.